# 富士フォトサロン新人賞
富士フォトサロン新人賞（ふじフォトサロンしんじんしょう）は、新時代の到来を予感させる若手写真家たちの登竜門として、1999年に富士フォトサロンと富士写真フイルム（株）プロフェッショナル写真部により新設された賞。フレッシュな感性と斬新な切り口による新しい写真スタイルの発表の場として、毎年、多くの作品が寄せられている。

## 受賞者・受賞作一覧
- 1999年
  - 白汚零　船元康子　南島絵里子
- 2000年
  - 鈴木美知　金山貴宏　Katrin Paul
- 2001年
  - 東ひろみ　菊池太樹　熊田哲朗
- 2002年
  - 岡田敦　竹沢佳紀　西山武志
- 2003年
  - 米屋浩二　堀川烈　田口るり子
- 2004年
  - 太田拓実　上野雅之　森合音
- 2005年
  - 帆足由紀　澤田勝行　角尾敦志
- 2006年
  - 渡邉克晃　山田アツシ　岩崎亮
- 2007年
  - 前康輔　平井茂　山下晃伸
- 2008年
  - 岩本悟　太野メグム　中島拓也
- 2009年
  - 永井克　小浪次郎　竹井美砂子